# バトラー・ランプソン
バトラー・ライト・ランプソン（Butler Wright Lampson、1943年12月23日 - ）は、アメリカ合衆国の計算機科学者。

## 経歴
ワシントンD.C.生まれ。ローレンスビル・スクール卒業後、1964年にハーバード大学で物理学の学士号を取得。1967年にはカリフォルニア大学バークレー校で電気工学と計算機科学の博士号を取得した。
1960年代、バークレーの Project GENIE に参加した。1965年、ランプソンとピーター・ドイチュを含む Project GENIE のメンバーの何名かはサイエンティフィック・データ・システムズの SDS 940 用オペレーティングシステム Berkeley Timesharing System を開発した。
1970年、パロアルト研究所設立に参加し、Computer Science Laboratory (CSL) に勤務した。彼のパーソナルコンピュータに関する構想は1972年に書かれたメモ "Why Alto?" に示されている。1973年、3ボタンマウスとページサイズのモニターを持つ Xerox Alto が開発された。Alto は（少なくとも後に一般的になったGUIモードの操作が可能という意味で）世界初のパーソナルコンピュータとも言われる。
パロアルト研究所で開発されたその後のコンピュータは、全てランプソンの "Wildflower" と呼ばれる設計に基づいている。例えば、Dシリーズ（"Dolphin"、"Dandelion"、"Dandetiger"、"Dorado"、"Daybreak"、"Dragon"）、Xerox Star（"Dandelion"の一種）などである。AMD Am2900 ビットスライス型マイクロプロセッサを使用したものもある（"Dandelion"など）。
パロアルト研究所で、ランプソンは他の様々な革新的技術にも関係している。例えばレーザープリンターの設計、ツーフェーズ・コミット・プロトコル、世界初のWYSIWYG組版ソフトウェア Bravo、世界初の高速Local Area Network (LAN) であるイーサネット、Euclidなどのプログラミング言語である。
1980年代初期、ランプソンはパロアルト研究所を離れDECに移った。現在はマイクロソフトリサーチに勤務している。MITの準教授でもある。
ランプソンの言葉として "All problems in computer science can be solved by another level of indirection."（コンピュータ科学のいかなる問題も他のレベルのインダイレクションによって解決できる）という言葉がある（en:Fundamental theorem of software engineering、“ソフトウェア工学の基本定理”）なお、ランプソンによれば、チューリング賞講演で元はデビッド・ホイーラーの言葉だと述べている。

## 受賞歴等
- 1992年 - チューリング賞。「パーソナルコンピューティングと計算機科学への貢献に対して」
- 1994年 - ACMフェロー
- 2001年 - フォン・ノイマンメダル
- 2004年 - チャールズ・スターク・ドレイパー賞。アラン・ケイ、ロバート・テイラー、チャック・サッカーと共同受賞。
- 2006年 - コンピュータ歴史博物館フェロー